# Tarigidia aequiglumis
Tarigidia es un género monotípico de plantas herbáceas de la familia de las gramíneas o poáceas. Su única especie: Tarigidia aequiglumis (Gooss.) Stent, es originaria del sur de África. 

## Descripción
Es una planta perenne, glauca; cespitosa con cañas de 80-150 cm de alto; herbácea; ramificado arriba, o no ramificado arriba. Culmos con nodos glabros. Entrenudos  sólidos. Plantas desarmadas.Los brotes jóvenes intravaginales con las hojas en su mayoría basales (pero las caulinarias visibles) ; ligeramente auriculadas, o no auriculadas. Las bases de la vaina a veces profusamente peludas. Las láminas lineales; estrechas; 3-6 mm de ancho; planas (con márgenes engrosados); sin venación, persistente.  La lígula una membrana ciliada; truncada; 1-5 mm de largo. Contra-lígula ausente. Son plantas bisexuales, con espiguillas bisexuales; con los floretes hermafroditas. Las espiguillas de formas sexualmente distintas en la misma planta, o todos por igual en la sexualidad; hermafrodita, o hermafrodita y estéril (en que algunos en las bases de los racimos pueden ser estériles).

## Taxonomía
Tarigidia aequiglumis fue descrita por (Gooss.) Stent y publicado en Bulletin of Miscellaneous Information Kew 1932(3): 151. 1932.
Sinonimia
- Anthephora aequiglumis Gooss.
- Digitaria otaviensis Launert[3][4]